# Maestrul bețiv
Maestrul bețiv (醉拳; lit. 'Drunken Fist and Jui Kuen'), cunoscut și ca Drunken Master The Beginning, este un film de comedie cu arte marțiale din 1978 produs în Hong Kong.
Este regizat de Yuen Woo-ping⁠(d) și produs și scris de Ng See-yuen⁠(d).